# 阿迪格拉特
阿迪格拉特（阿姆哈拉語： 发音ⓘ）位於埃塞俄比亞的提格里州，座標14°16′N 39°27′E / 14.267°N 39.450°E，海拔2,457米，是接近與厄利垂亞接壤邊境的重要城市。
根據埃塞俄比亞中央統計局2007年的資料，阿迪格拉特人口65,237，其中男性有32,586人，女性32,651人。

## 外部連結
- John Graham, "Tigray - Axum and Adua - Part 1" (Addis Tribune)

14°16′39″N 39°27′41″E / 14.2775°N 39.4613°E